# باشچالیلر
باشچالیلر (به ترکی آذربایجانی: Boşçalılar) یک منطقه مسکونی در جمهوری آذربایجان است که در شهرستان ایمیشلی واقع شده‌است. باشچیلیار ۱۵۸۳ نفر جمعیت دارد.